# Zoigê-Feuchtgebiet

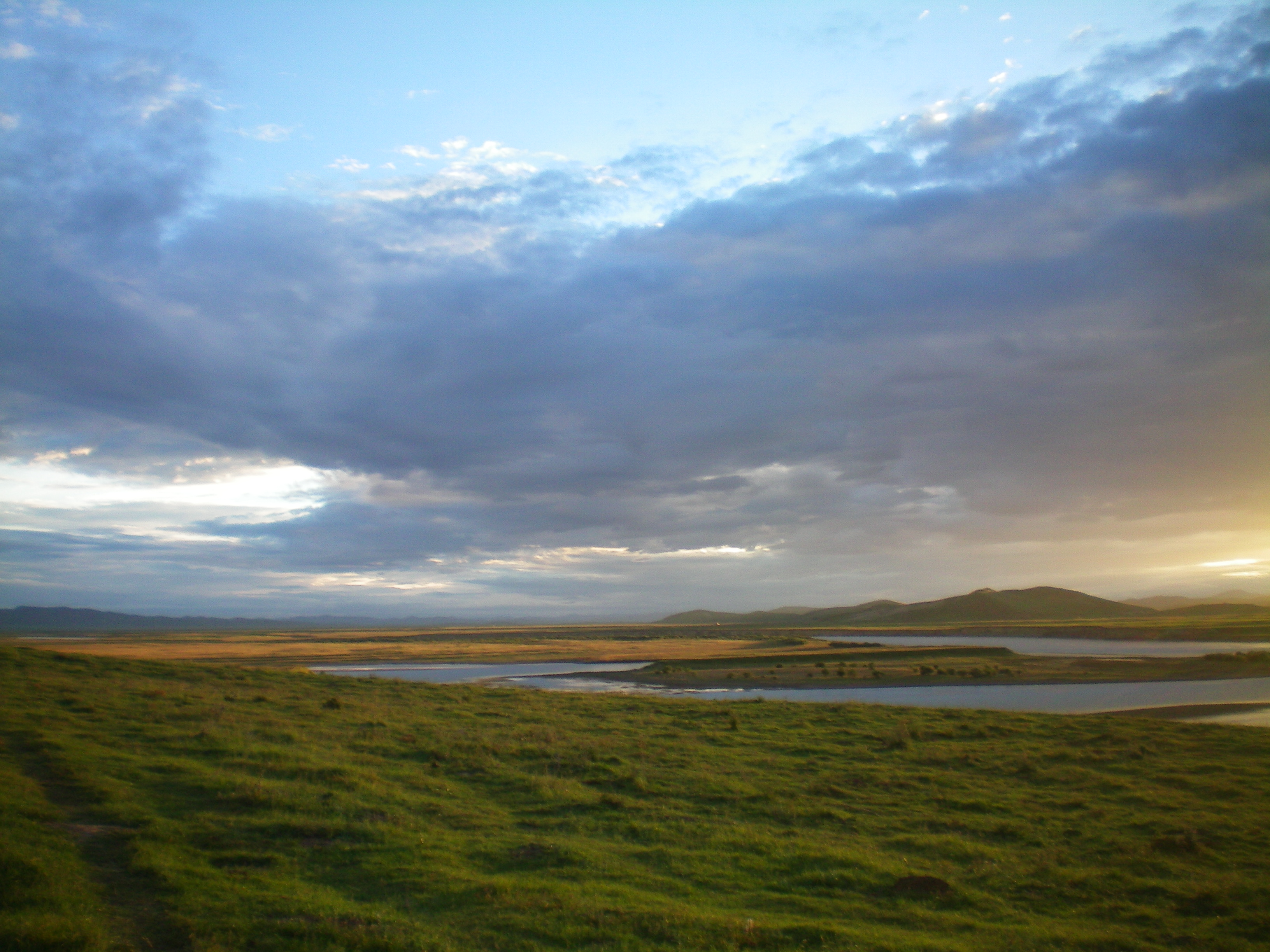
Torfmoorlandschaft entlang des Gelben Flusses

Das Zoigê-Feuchtgebiet (chinesisch 若尔盖湿地, Pinyin Ruòěrgài Shīdì), auch Songpan-Grasland genannt, ist eines der drei großen Feuchtgebiete Chinas. Es liegt überwiegend im Norden der Provinz Sichuan im zentralen Westen des Landes und nimmt etwa 2.600 km² vom östlichen Teil des Tibet-Hochlandes auf einer Höhe von 3.300 bis 3.600 Metern über dem Meeresspiegel ein. Westlich reicht es über die Grenze von Sichuan in die Provinzen Gansu und Qinghai hinein.

## Geographie
Das Feuchtgebiet, welches sich durch ergiebigen Regen und Schnee gebildet hat, liegt in einer Region, die aufgrund langer Frostperioden (weniger als 20 frostfreie Tage im Jahr) nur eingeschränkt entwässert wird. Es wird im Osten vom Gebirge Min Shan, im Süden vom Qionglai Shan, im Westen vom Golog Shan und im Norden vom A’nyê Maqên, Xiqing Shan und dem westlichen Teil des Qin Ling begrenzt. Durch den westlichen Teil der Region fließt von Süden nach Norden der Huang He, für den das Feuchtgebiet als Hauptwasserquelle dient. Unter der unebenen Oberfläche des Feuchtgebietes befindet sich eine etwa zwei bis drei Meter dicke Torfschicht, die an einigen Stellen sogar eine Höhe von sechs bis sieben Metern erreicht.

## Geschichte
Die Region wurde 1934/35 von den chinesischen Kommunisten während des Langen Marsches durchquert und danach zu einem Wildnisgebiet erklärt. In den 1970er Jahren wurden Gräben ausgehoben, Teile des Feuchtgebietes künstlich entwässert und man ließ Rinder, Schafe und Pferde auf dem zurückgewonnenen Grasland weiden. 1994 wurde auf dem Gebiet ein Landschaftsschutzgebiet eingerichtet, in dem nun der Axishirsch und der Schwarzhalskranich zu Hause sind.